# Domicjusz Aleksander
Domicjusz Aleksander, Lucius Domitius Alexander (zm. 311) – rzymski uzurpator w Afryce w czasach IV tetrarchii. 
Był wysokiej rangi administratorem (propretor) Kartaginy. W opozycji do Maksencjusza żołnierze latem 308 roku ogłosili go cesarzem. Wstrzymanie przez niego dostaw zboża z prowincji afrykańskiej doprowadziło do groźnych rozruchów w samym Rzymie. W 311 wysłane przeciw niemu wojska Maksencjusza pokonały jego oddziały, a on poniósł śmierć.